# MaK G 1203 BB
A MaK G 1203 BB négytengelyes dízel-hidraulikus mozdonysorozat, a MaK G 1201 BB utódja, melyet a Maschinenbau Kiel (MaK) gyártott 1982 és 1991 között, összesen 25 példányban.
A német járműnyilvántartásban a 98 80 0273 sorozatszámot rendelték ehhez a típushoz.

## Technikai részletek
A MaK G 1203 BB tengelyelrendezése B’B’, tolatófokozatban a legnagyobb megengedett sebessége 33 km/h (21 mph), míg vonali fokozatban 70 km/h (43 mph). A típus Európába szánt 19 példányát az MTU 745 kW (1010 PS) névleges teljesítményű 8 V 396 TC 13 típusú motorjával szerelték. A Transzgaboni Vasúti Hivatalnak (Office du chemin de fer transgabonais, OCTRA) gyártott hat egységet 761 kW (1030 PS) névleges teljesítményű Cummins-motorral szerelték. Az európai mozdonyok szolgálati tömege a ballasztolástól függően 80 vagy 88 t (79 vagy 87 angol tonna; 88 vagy 97 amerikai tonna). A típus tüzelőanyag-tartálya 2500 l (550 imp gal; 660 US gal) kapacitású.
A típus jelentősen sikeresebbnek bizonyult az elődjétől, melyből mindössze egyetlen példányt gyártottak 1978-ban. A G 1202 BB és a G 1204 BB nagyban hasonlít a G 1201 BB és a G 1203 BB típusokhoz; külső méretük megegyezik, azonban azokba nem nyolc-, hanem nagyobb teljesítményű tizenkét hengeres MTU-motorokat szereltek.

## Üzemeltetők
| MaK G 1203 BB-mozdonyok listája |             |                                                           |                                                  | |
| Gyártási szám                   | Gyártás éve | Első üzemeltető                                           | Legutóbbi üzemeltető                             | Megjegyzés |
| 1000799                         | 1982        | VKP „V 103“                                               | AVB „464“                                        | Az AVB bérmozdonyként üzemelteti, az Eisenbahn Service Gesellschaft, a Vossloh Locomotives és a Ruhr Oel/BP Gelsenkirchen is használta. UIC-pályaszáma: 98 80 0273 001-4 D-AVG |
| 1000800                         | 1982        | TAG „V 14“                                                | St&H „V 20 011“                                  | UIC-pályaszáma: 92 81 2020 011-0 A-StH |
| 1000801                         | 1982        | SWEG „V 100“                                              | ESB „4“                                          | UIC-pályaszáma: 98 80 0273 003-0 D-ESGBI |
| 1000802                         | 1982        | SWEG „821“                                                | DE „4“                                           | A Dortmunder Eisenbahn bérmozdonyként üzemelteti, a TWE Bahnbetriebs és a Hansebahn Bremen is használta. UIC-pályaszáma: 98 80 0273 004-8 D-DE |
| 1000803                         | 1982        | MaK „3“                                                   | Vossloh Rail Center „RC 0901“                    | A MaK eredetileg bérmozdonyként üzemeltette, a RAG-nak és a Bentheimer Eisenbahnnak is bérbe adta. A RAG 1986-ban megvásárolta, majd a MaK utódvállalata 2001-ben visszavásárolta. 2003-ban a Stahlberg Roensch Duisburghoz, 2006-ban a Mittelweserbahnhoz, 2009-ben a Rail Center Nürnberghez, 2011-ben a Vossloh Rail Center Nürnberghez, 2016-ban a Stahlberg Roenschhez, majd még ugyanebben az évben a Vossloh Rail Centerhez került |
| 1000804                         | 1983        | RLG „66“                                                  | Northrail                                        | 2006-ban a Voith Turbo Lokomotivtechnik megvásárolta és bérmozdonyként üzemeltette, a Seehafen Kiel GmbH & Co. KG és a Stahl Gerlafingen is használta. 2008-ban a Northrail megvásárolta és bérmozdonyként üzemelteti, a Voith Turbo Lokomotivtechniknek, a Stahl Gerlafingennek, az Eisenbahnen und Verkehrsbetriebe Elbe-Wesernek, Hafen Krefeldnek, CC-Logistiknak, az Industriebahn-Gesellschaft Berlinnek, a DeltaRailnek, a Chemion Logistiknak, a Brohltal-Schmalspureisenbahn Betriebsgesellschaftnak, a Berliner Hafen- und Lagerhausgesellschaftnak, az InfraServ Logisticsnak, a CFL Cargo Deutschlandnak, a Hamburger Rail Service-nek és a Dortmunder Eisenbahnnak is bérbe adta. UIC-pályaszáma: 98 80 0273 006-3 D-NRAIL |
| 1000805                         | 1983        | mkb „V 4“                                                 | MWB „273 007“                                    | UIC-pályaszáma: 98 80 0273 007-1 D-EVB |
| 1000808                         | 1986        | Krupp Stahl AG „7“                                        | DEW „7“                                          | |
| 1000809                         | 1986        | RLG „67“                                                  | Northrail                                        | 2007-ben a Voith Turbo Lokomotivtechnik megvásárolta és bérmozdonyként üzemeltette, hogy a Regionalverkehr Ruhr-Lippének bérbe adja. 2008-ban a Northrail megvásárolta és bérmozdonyként üzemelteti, a Seehafen Kielnek, a CC-Logistiknak, az InfraServ Logisticsnak, a Chemion Logistiknak, a Siemensnek, a Hafen Krefeldnek, a Bahndienst Wabernnek és a Ruhrbahn Mülheimnek is bérbe adta. UIC-pályaszáma: 98 80 0273 009-7 D-NRAIL |
| 1000810                         | 1983        | Klöckner Stahl Werk Bremen „108“                          | HBB „108“                                        | |
| 1000811                         | 1983        | Klöckner Stahl Werk Bremen „109“                          | HBB „109“                                        | |
| 1000818                         | 1985        | Deutsche Solvay-Werke „7“                                 | Solvay Chemicals „7“                             | |
| 1000823                         | 1985        | OCTRA „BB 531“                                            | Société d’Exploitation du Transgabnoais „BB 531“ | |
| 1000824                         | 1985        | OCTRA „BB 532“                                            | Société d’Exploitation du Transgabnoais „BB 532“ | |
| 1000825                         | 1985        | OCTRA „BB 533“                                            | Société d’Exploitation du Transgabnoais „BB 533“ | |
| 1000826                         | 1985        | OCTRA „BB 534“                                            | Société d’Exploitation du Transgabnoais „BB 534“ | |
| 1000827                         | 1985        | OCTRA „BB 535“                                            | Société d’Exploitation du Transgabnoais „BB 535“ | |
| 1000828                         | 1985        | OCTRA „BB 536“                                            | Société d’Exploitation du Transgabnoais „BB 536“ | |
| 1000847                         | 1988        | Ruhr Oel „4“                                              | K+S Minerals and Agriculture „4“                 | |
| 1000848                         | 1990        | DE „805“                                                  | DE „811“                                         | UIC-pályaszáma: 98 80 0273 014-7 D-DE |
| 1000849                         | 1990        | DE „806“                                                  | DE „812“                                         | UIC-pályaszáma: 98 80 0273 015-4 D-DE |
| 1000850                         | 1990        | Bayer AG „2“                                              | CLG „2“                                          | UIC-pályaszáma: 98 80 0273 016-2 D-CLG |
| 1000851                         | 1990        | Sydvaranger „DH 103“                                      | Sydvaranger „DH 103“                             | |
| 1000852                         | 1991        | mkb „V 5“                                                 | IDR Bahn GmbH & Co. KG                           | |
| 1000853                         | 1991        | Hafen- und Verkehrsbetriebe der Landeshauptstadt Kiel „4“ | Northrail                                        | 2008-ban megvásárolta a Northrail, ami bérmozdonyként üzemelteti, a Seehafen Kielnek, a Wanne-Herner Eisenbahn und Hafennek, a ProLoknak, a Nordic Rail Service-nek, a Mindener Kreisbahnennek, a Metrans Rail (Deutschland)-nak, a TWE Bahnbetriebsnek, a Rangier-, Service- und Transportgesellschaftnak, a Wabernnek és az Arge FF Koralmnak is bérbe adta. UIC-pályaszáma: 98 80 0273 019-6 D-NRAIL |

## Fordítás
- Ez a szócikk részben vagy egészben  a   MaK G 1203 BB című német Wikipédia-szócikk ezen változatának fordításán alapul.  Az eredeti cikk szerkesztőit annak laptörténete sorolja fel. Ez a jelzés csupán a megfogalmazás eredetét és a szerzői jogokat jelzi, nem szolgál a cikkben szereplő információk forrásmegjelöléseként.